# Gaslaternen-Freilichtmuseum Berlin

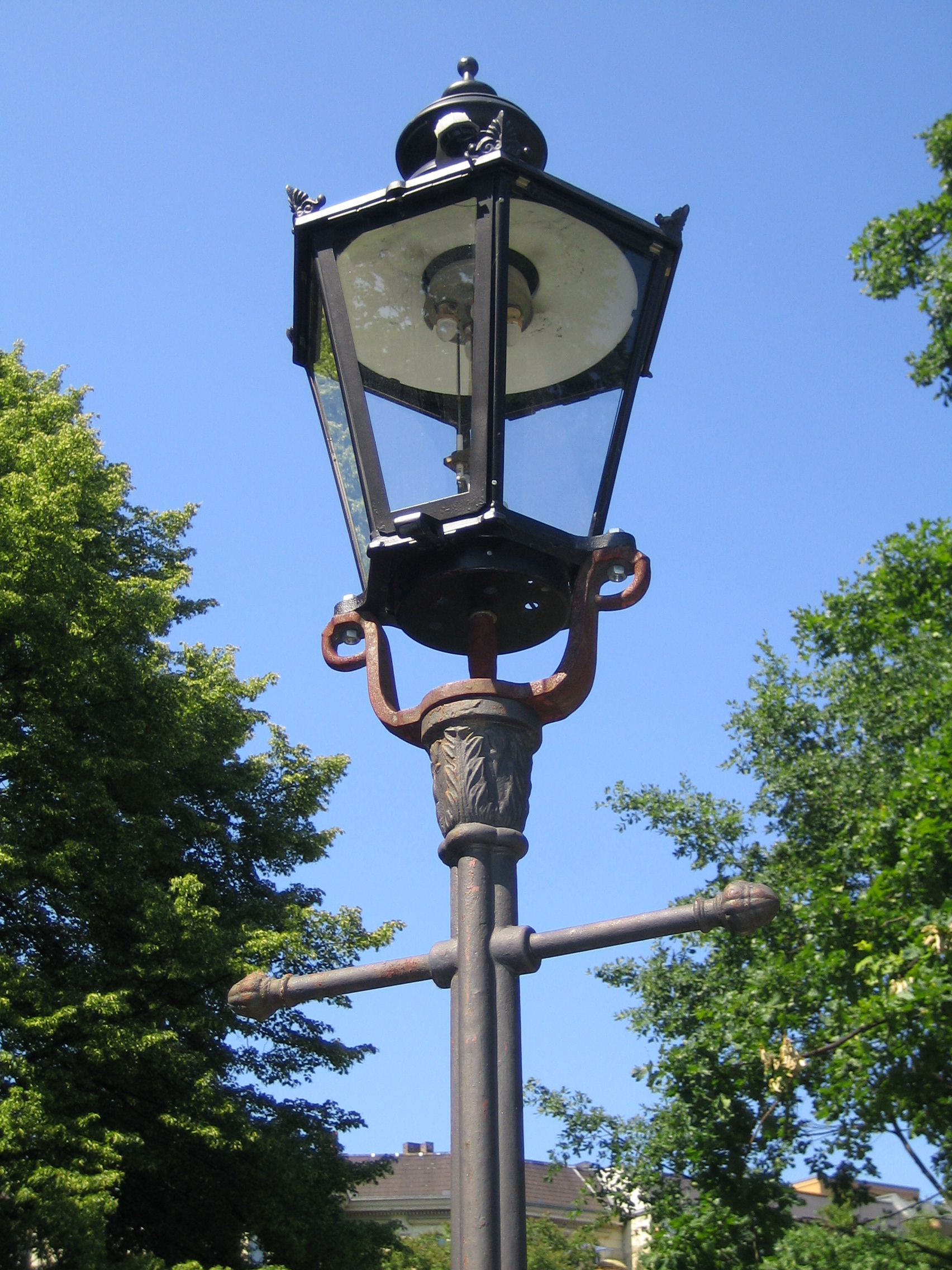
Laterne Nr. 13, Kleiner Bündelpfeiler, mit Konstruktion zum Anlehnen der Leiter

Das Gaslaternen-Freilichtmuseum Berlin ist eine ständige Ausstellung von historischen Gaslaternen in unmittelbarer Nähe des Berliner S-Bahnhofs Tiergarten am Rande des Großen Tiergartens, nahe der Joseph-Haydn-Straße. Inzwischen ist nur noch ein kleiner Teil der Leuchten in Betrieb; die Zukunft der Ausstellung ist ungewiss.

## Das Museum
Die Einrichtung des Museums erfolgte 1978 unter der Verantwortung der Berliner Senatsverwaltung für Bau- und Wohnungswesen in Zusammenarbeit mit den Berliner Gaswerken (GASAG), die auch die benötigte Energie liefern. Das Deutsche Technikmuseum Berlin betreut das Projekt wissenschaftlich, unterstützt durch den Arbeitskreis Licht des Vereins der Freunde und Förderer des Technikmuseums. Zur Eröffnung enthielt die Sammlung 31 Leuchten aus Berlin, Baden-Baden, Düsseldorf und München. Bis 2009 ist sie angewachsen auf 90 Exemplare aus 25 deutschen und elf anderen europäischen Städten, zum Beispiel aus Dublin, London, Brügge, Zürich, Brüssel, Kopenhagen, Amsterdam und Budapest. Die Präsentation endet mit Berliner Laternen aus den 1950er Jahren, es war geplant, sie bis in die Gegenwart zu erweitern.

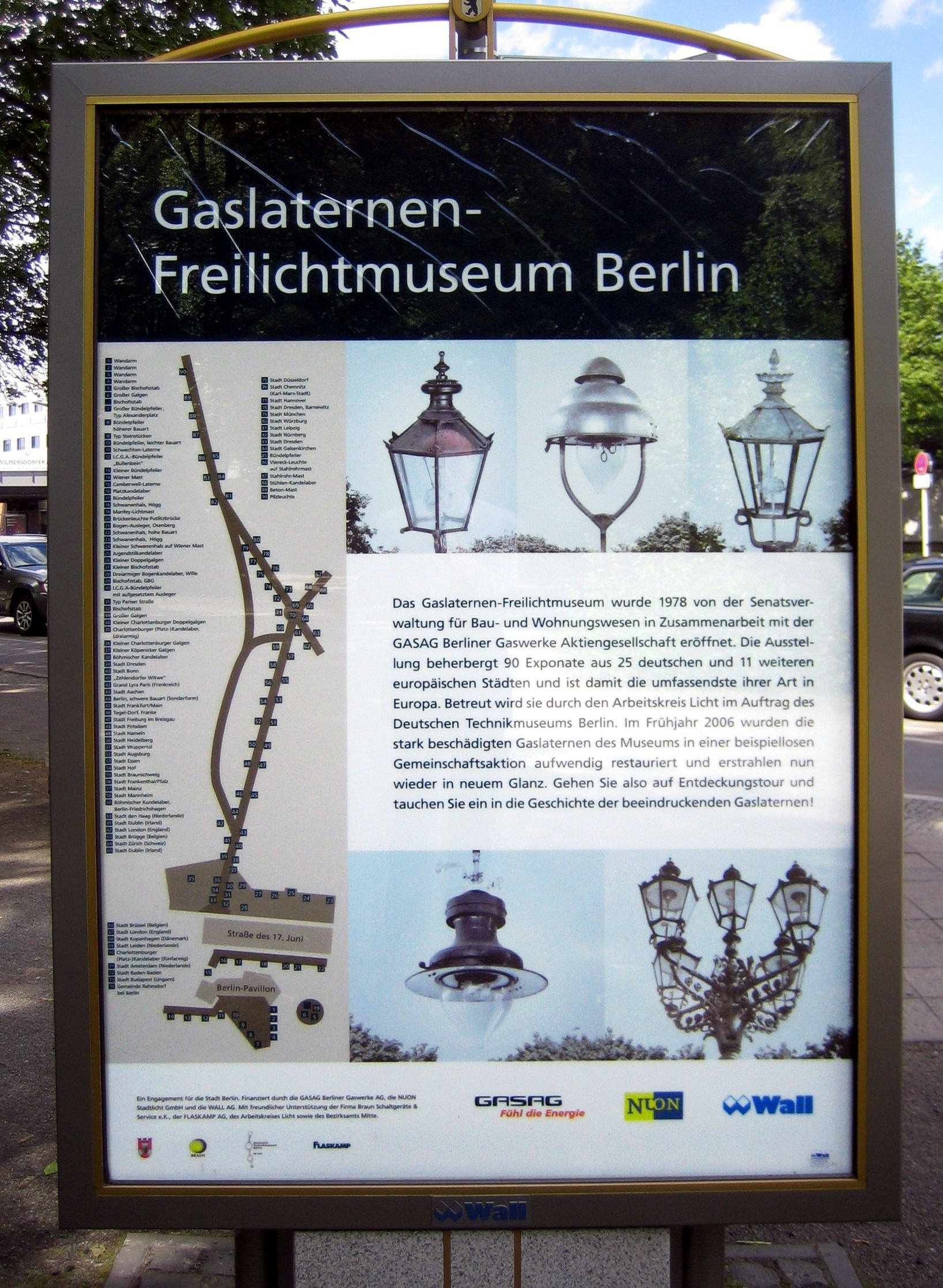
Informationstafel

In Berlin begann die Geschichte der Gas-Straßenbeleuchtung im Jahr 1826. Die britische Gesellschaft Imperial Continental Gas Association (I.C.G.A.) hatte den entsprechenden Auftrag erhalten. Sie importierte dazu ihre Camberwell-Laternen – umgerüstete Öllaternen auf gusseisernen Dreier-Bündelpfeiler-Masten im Stil der englischen Neugotik. 27 von ihnen beleuchteten erstmals am Abend des 20. September 1826 den Boulevard Unter den Linden mit einem Licht, das mehrfach heller war, als alle bis dahin bekannten Lichtquellen. Gaslicht zur Beleuchtung von Straßen und Fabriken gewann rasch erhebliche Bedeutung für die beginnende Industrialisierung Preußens und für seine schnell wachsende Hauptstadt. Im Jahr 2009 waren auf den Straßen Berlins noch rund 44.000 Gaslaternen in Betrieb, mehr als in irgendeiner anderen Stadt. Ein Exemplar der Camberwell-Laterne, die nach einem Londoner Stadtteil benannt war, befindet sich im Berliner Freilichtmuseum. Dort werden auch mehrere Leuchten vom Typ der weit verbreiteten sogenannten „Schinkel-Laterne“ gezeigt, die allerdings nicht von Karl Friedrich Schinkel entworfen wurde, sondern erst 1892 von den Städtischen Berliner Gaswerken; ihren Namen verdankt sie gusseisernen Schmuckelementen im klassizistischen Stil der Schinkel-Zeit.
Nach 28 Jahren Ausstellungsdauer waren die Museumsstücke stark reparaturbedürftig – allein 140 Glasscheiben waren durch Vandalismus zerstört worden. Innerhalb kurzer Zeit wurden umfangreiche Sanierungsarbeiten vorgenommen und rechtzeitig vor Beginn der Fußball-Weltmeisterschaft im Sommer 2006 abgeschlossen. Alle Laternen wurden grundlegend gereinigt, gestrichen und mit neuen Einzelteilen versehen, schließlich erhielten sie einheitlich gestaltete Schilder mit fortlaufenden Nummern und zum Teil neu erarbeiteten technischen und historischen Angaben zu jedem einzelnen Modell. Die Ausstattung der Museumsanlage wird vervollständigt durch Informationstafeln und neue Parkbänke, auf deren Rücklehnen ein Zitat aus dem Gedicht Der Revoluzzer des Schriftstellers Erich Mühsam angebracht ist: „Ich bin der Lampenputzer dieses guten Leuchtelichts. Bitte, bitte, tut ihm nichts! Wenn wir ihn’ das Licht ausdrehen, kann kein Bürger nichts mehr sehen.“
Bereits kurze Zeit später verschlechterte sich der Zustand der Exponate jedoch wieder stark. Schon 2016 wurde beschlossen, das Museum in der bisherigen Form nicht weiter zu betreiben. Im August 2023 war nur noch etwa ein Drittel der Laternen in Betrieb. Einige Leuchten wurden dem Deutschen Technikmuseum Berlin zur Lagerung überlassen, andere einem Verein. Weitere gelten als irreparabel beschädigt oder gestohlen.

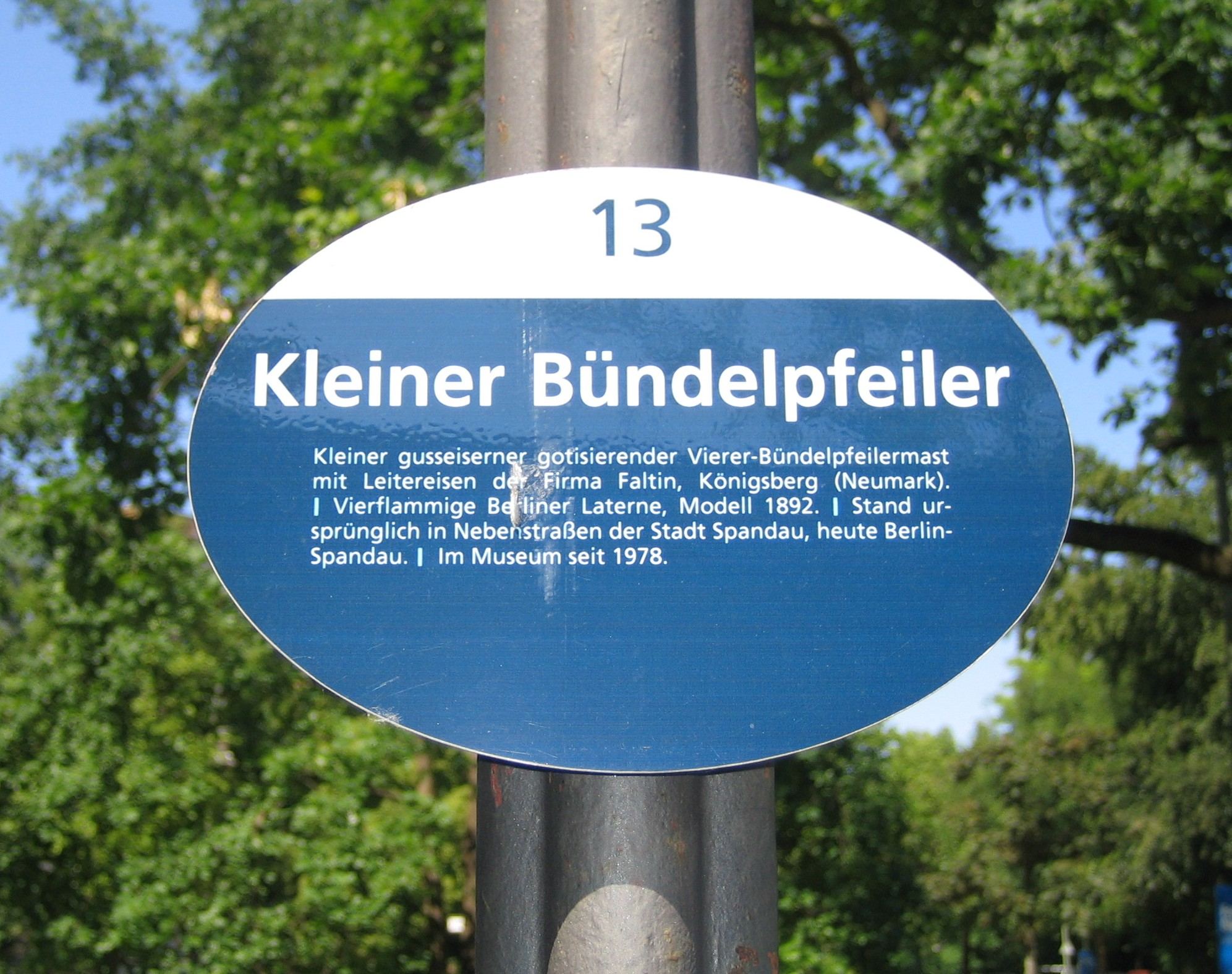
Beispiel für die Objektbeschreibungen
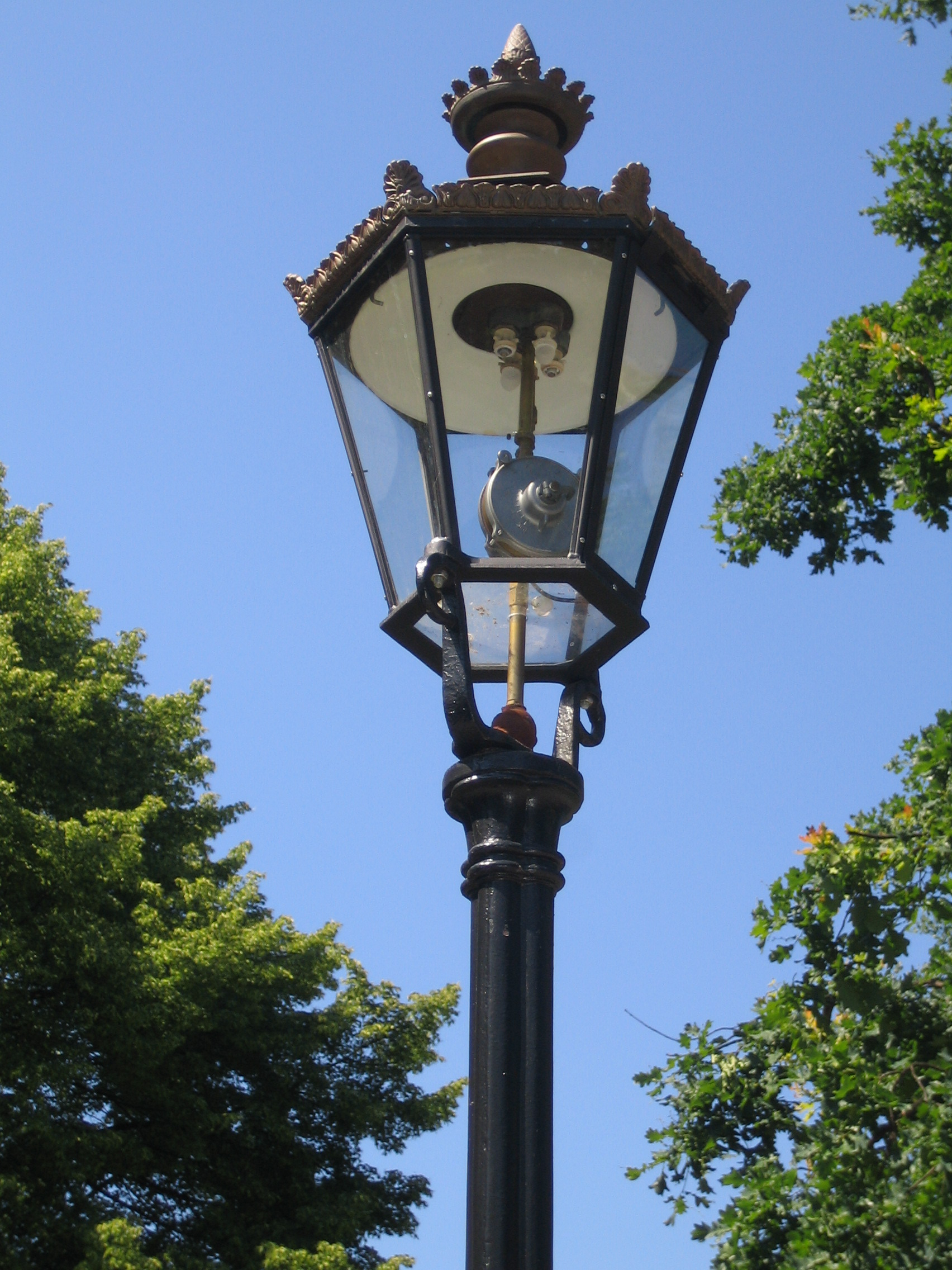
Laterne Nr. 14, Wiener Mast
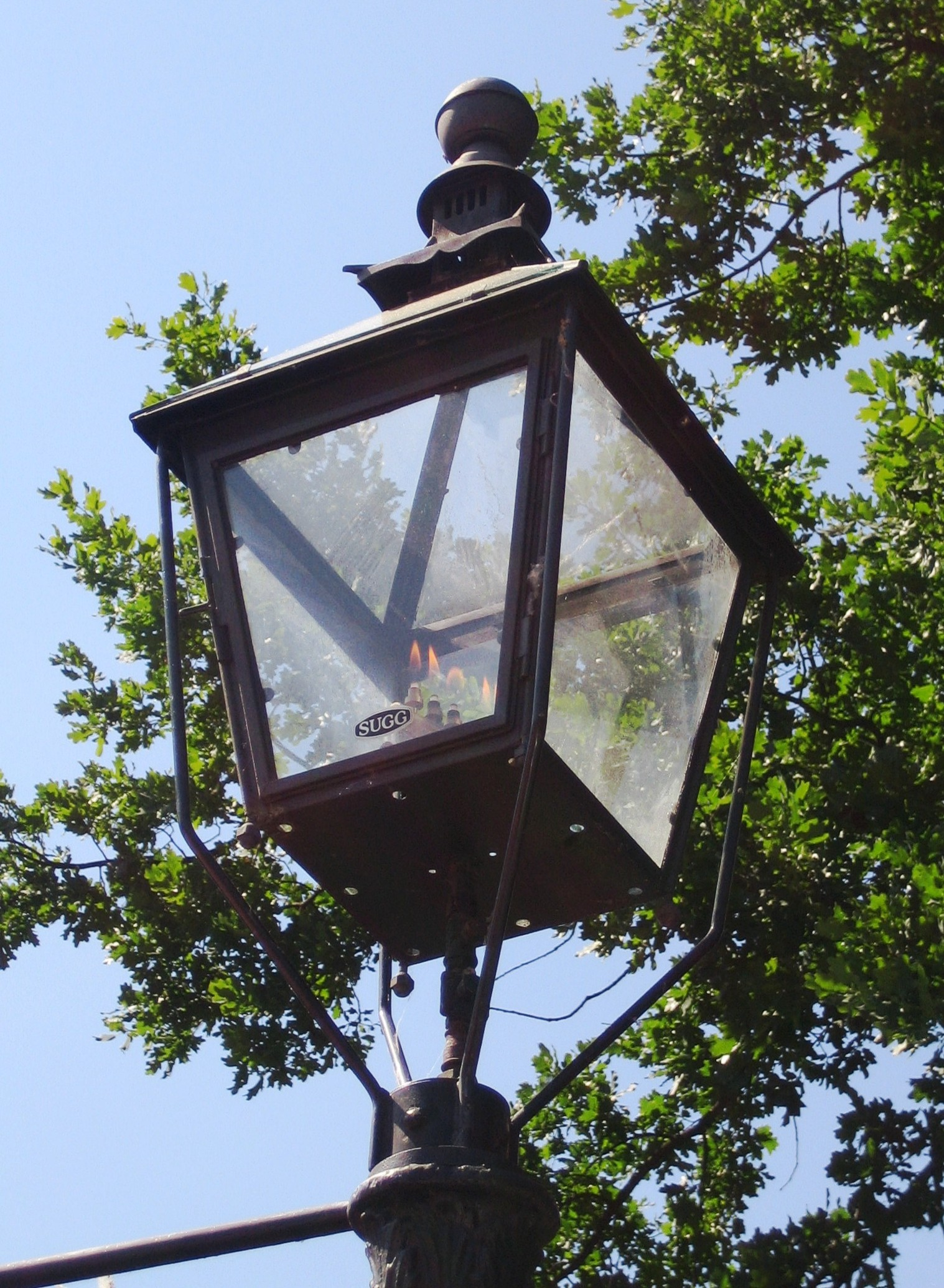
Laterne Nr. 15, Camberwell-Laterne
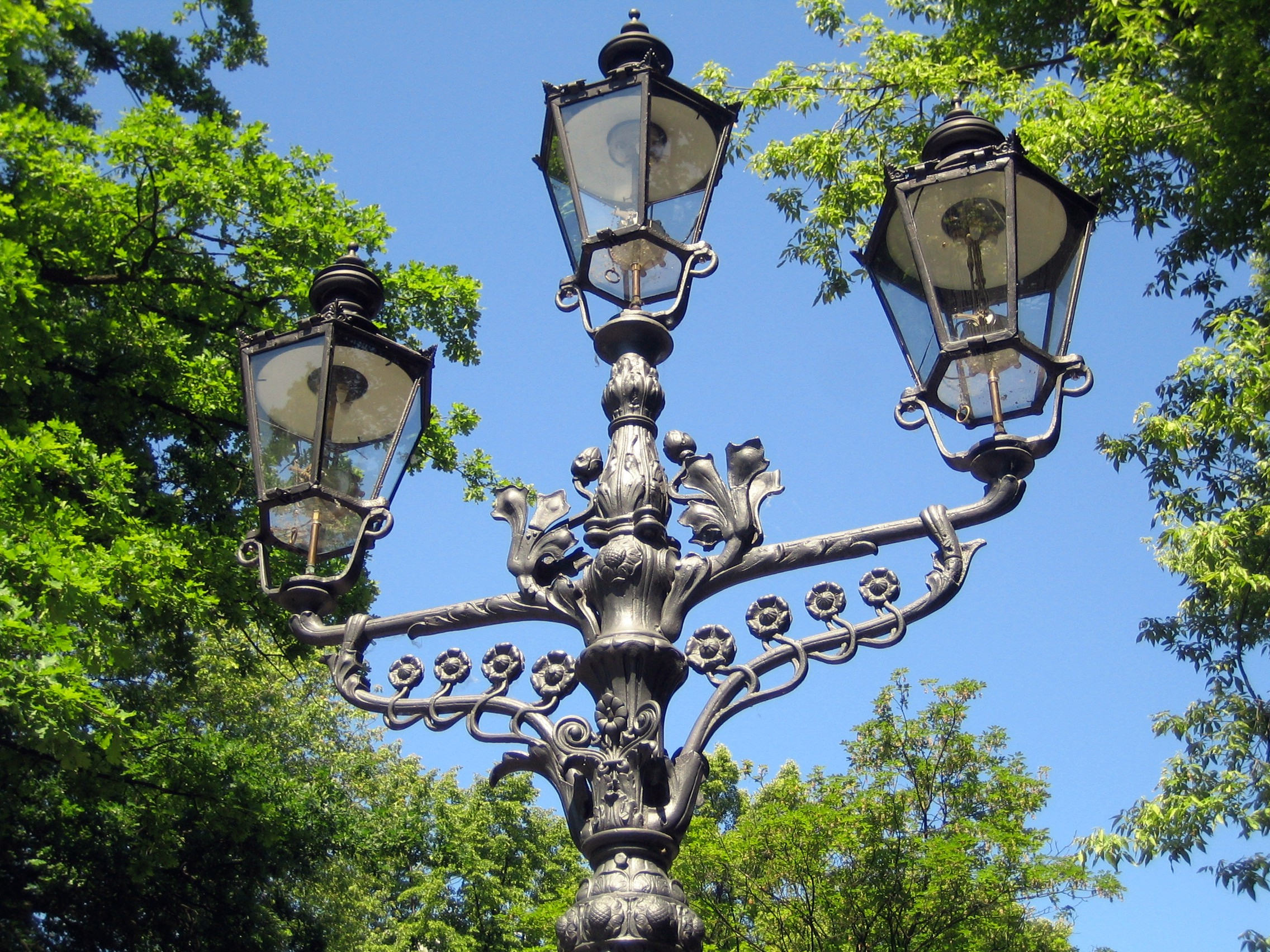
Laterne Nr. 35, Charlottenburger (Platz-) Kandelaber (dreiarmig)

## Objektbeschreibungen (Auswahl)
Die an den Laternen angebrachten Informationstexte werden hier verkürzt wiedergegeben.
- (Laterne Nr. 13) Kleiner Bündelpfeiler. Kleiner gusseiserner gotisierender Vierer-Bündelpfeilermast mit Leitereisen. Vierflammige Berliner Laterne, Modell 1882. Stand ursprünglich in Nebenstraßen der seinerzeit eigenständigen Stadt Spandau.
- (Laterne Nr. 14) Wiener Mast. Gusseiserner schwerer Vierer-Bündelpfeilermast mit sechseckigem Sockel. Vierflammige Berliner (Sechseck-) Stadtschloss-Laterne, Kupferdach, Modell 1880. Stand ursprünglich in Berlin-Mitte und im Südwesten Berlins. Benannt nach der österreichischen Hauptstadt.
- (Laterne Nr. 15) Camberwell-Laterne. Erster in Berlin aufgestellter Dreier-Bündelpfeilermast mit einseitigem Leitereisen. Camberwell Lamp mit sechsflammigem Schnittbrenner der Firma Sugg Lighting, Crawley, Großbritannien
- (Laterne Nr. 35) Charlottenburger (Platz-) Kandelaber (dreiarmig). Gusseiserner (historisch-) eklektizistischer Schmuckkandelaber, Modell 1904. Drei vierflammige Berliner Laternen, Modell 1892. Stand ursprünglich auf Plätzen in Berlin-Charlottenburg, letztes Original (fünfarmig) in der Schloßstraße in Charlottenburg, mit Gasbetrieb.
- (Laterne Nr. 39) Stadt Dresden. Gusseiserner Friedrich-Siemens-Kandelaber (Viktoria-Mast), Modell 1881. Vierflammige Aufsatzleuchte. Stand in der Berliner Innenstadt; letzte erhaltene Originale im Viktoriapark (daher der Name) in Berlin-Kreuzberg aufgefunden. Benannt nach der sächsischen Hauptstadt.
- (Laterne Nr. 47) Stadt Freiburg im Breisgau. Gusseiserner Kandelaber süddeutscher Bauart. Vierflammige Viereck-Münsterplatz-Laterne. Stand in der Innenstadt von Freiburg.
- (Laterne Nr. 52) Stadt Augsburg. Gusseiserner Mast mit sechseckigem Sockel. Vierflammige große Aufsatzleuchte mit beidseitigen Türöffnungen. Stand in Augsburg, heute dort nur noch mit Gas betrieben in der Fuggerei.
- (Laterne Nr. 70) Charlottenburger (Platz-) Kandelaber (fünfarmig). Gusseiserner (historisch-)eklektizistischer Schmuckkandelaber, Modell 1904. Fünf vierflammige Berliner Laternen, Modell 1892. Stand ursprünglich auf Plätzen in Berlin-Charlottenburg, letztes Original in der Charlottenburger Schloßstraße, mit Gasbetrieb.

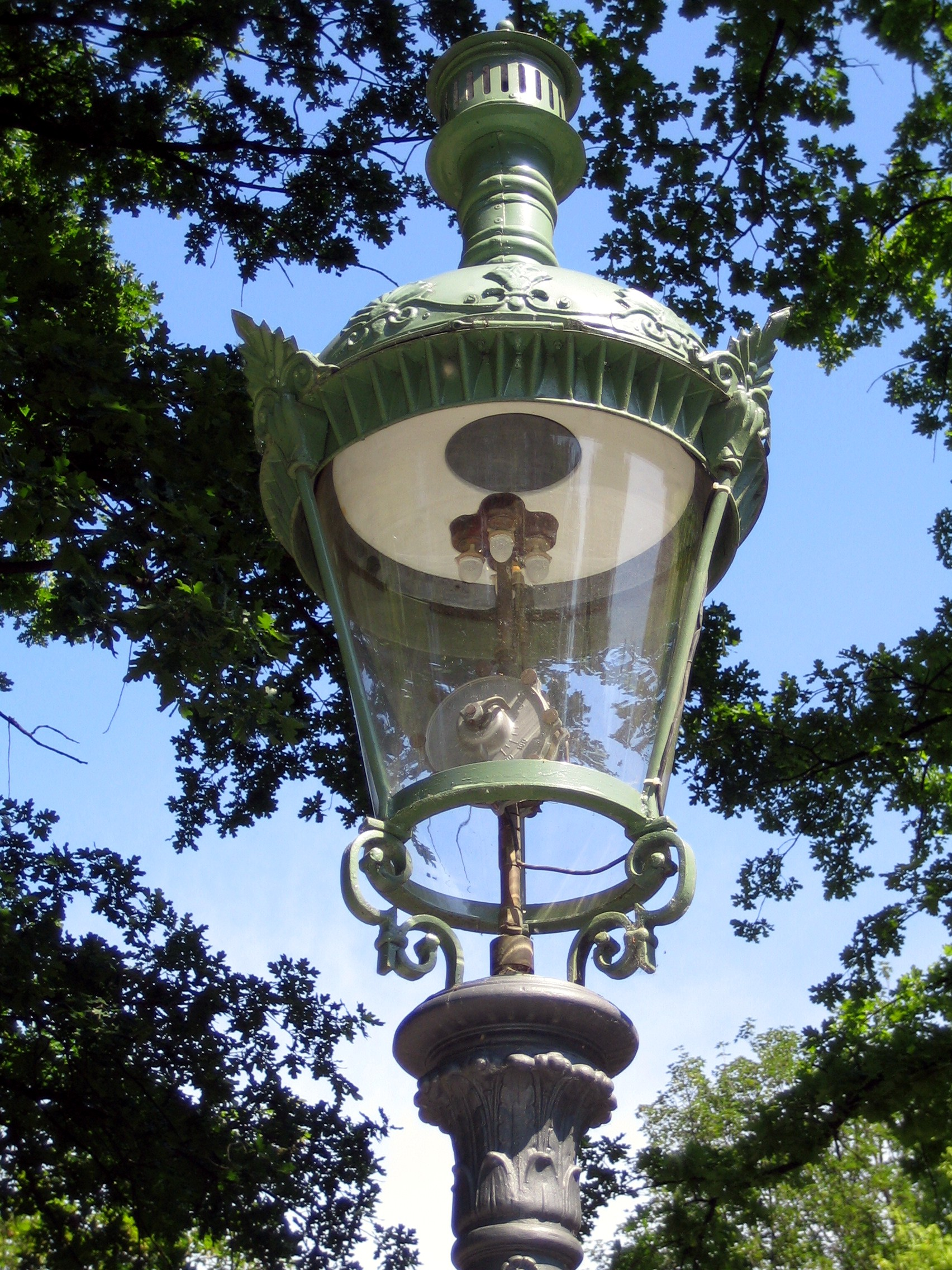
Laterne Nr. 39, Stadt Dresden
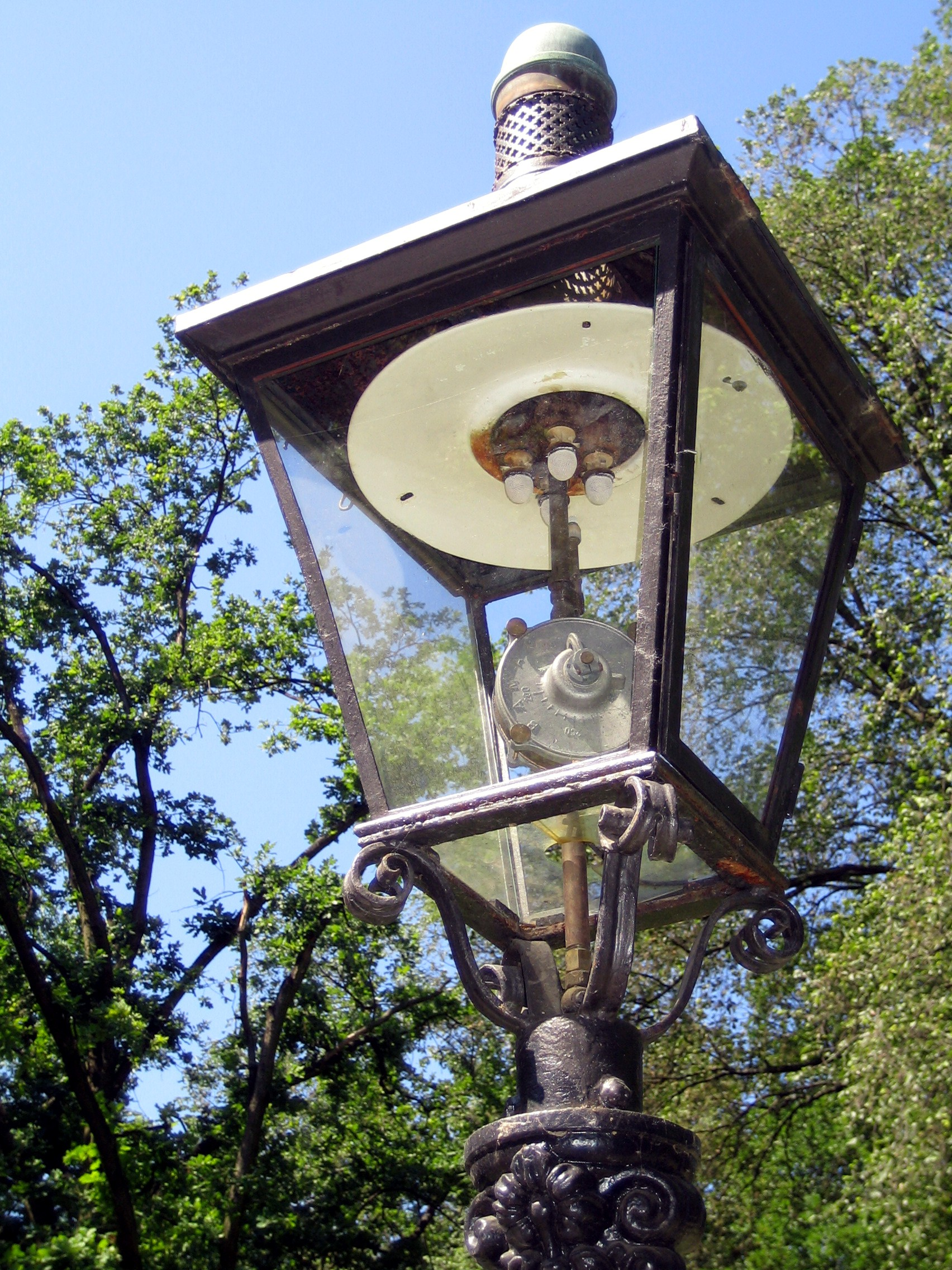
Laterne Nr. 47, Stadt Freiburg im Breisgau
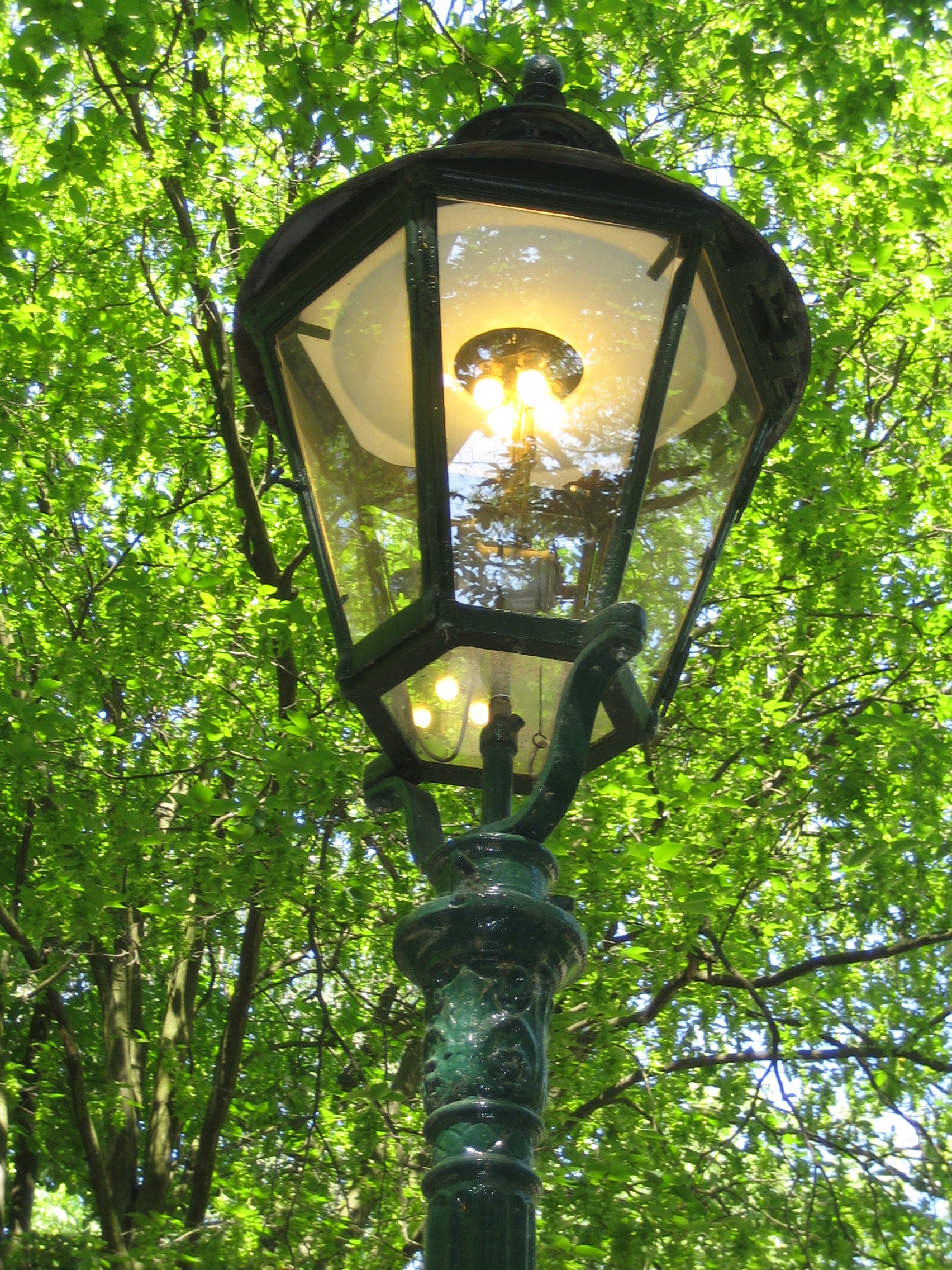
Laterne Nr. 52, Stadt Augsburg
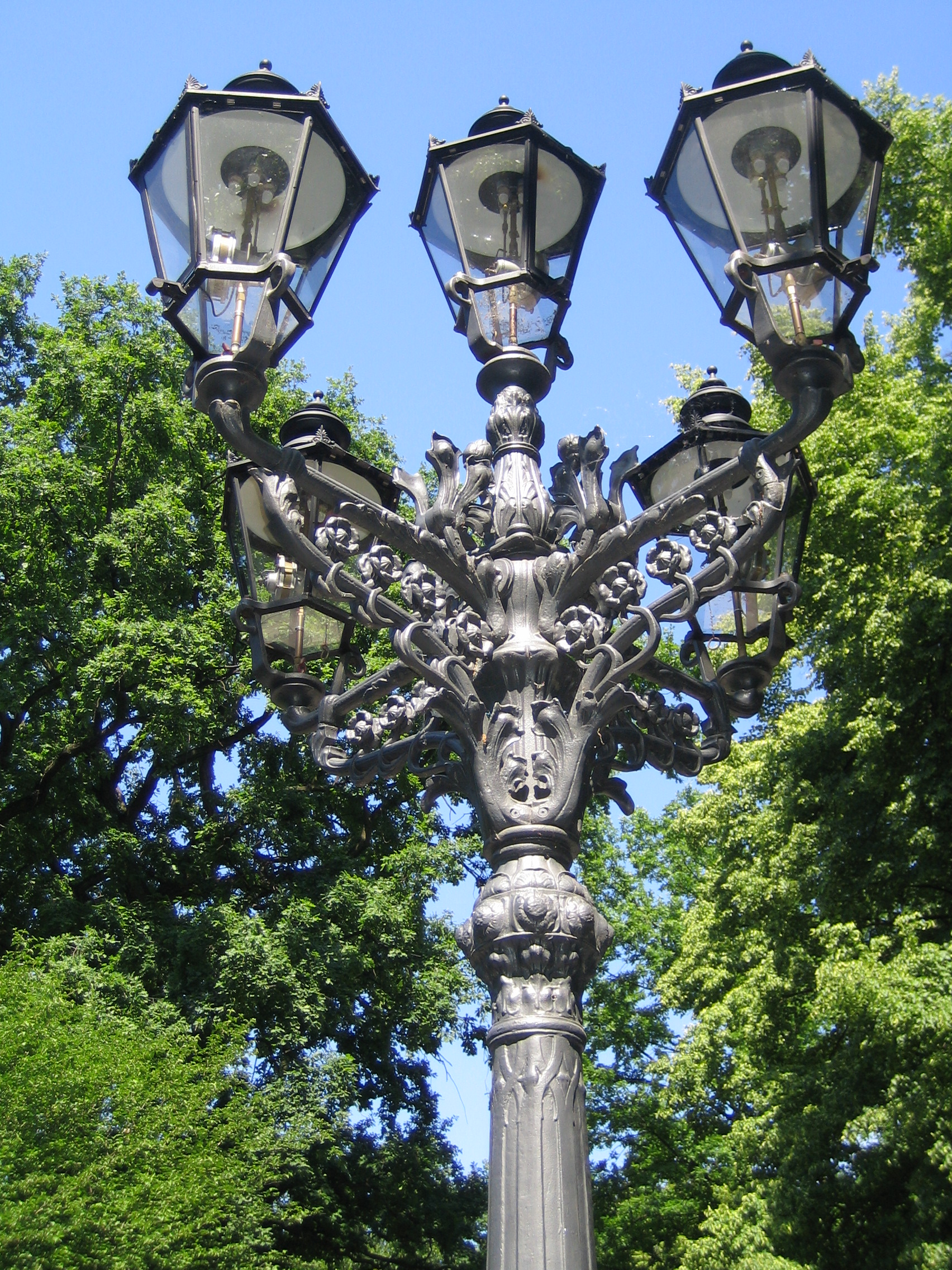
Laterne Nr. 70, Charlottenburger (Platz-) Kandelaber (fünfarmig)